# Vallée d'Elgin
La vallée d'Elgin est une vaste région luxuriante entourée de montagnes, dans la région d’Overberg en Afrique du Sud. Cette large vallée de montagne se trouve à environ 70 km au sud-est du Cap, au-delà de la Hottentots Holland Nature Reserve.

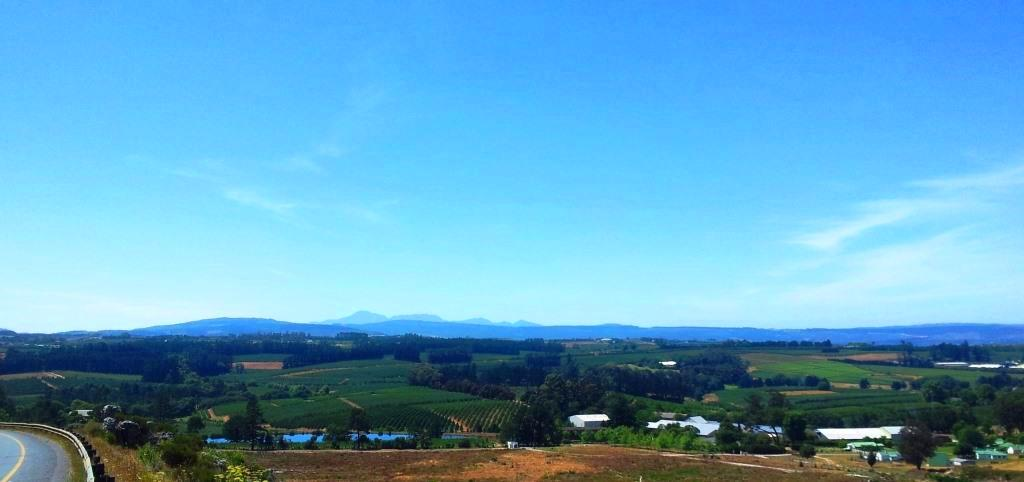
Vue sur la vallée d'Elgin depuis l'ouest

## Géographie

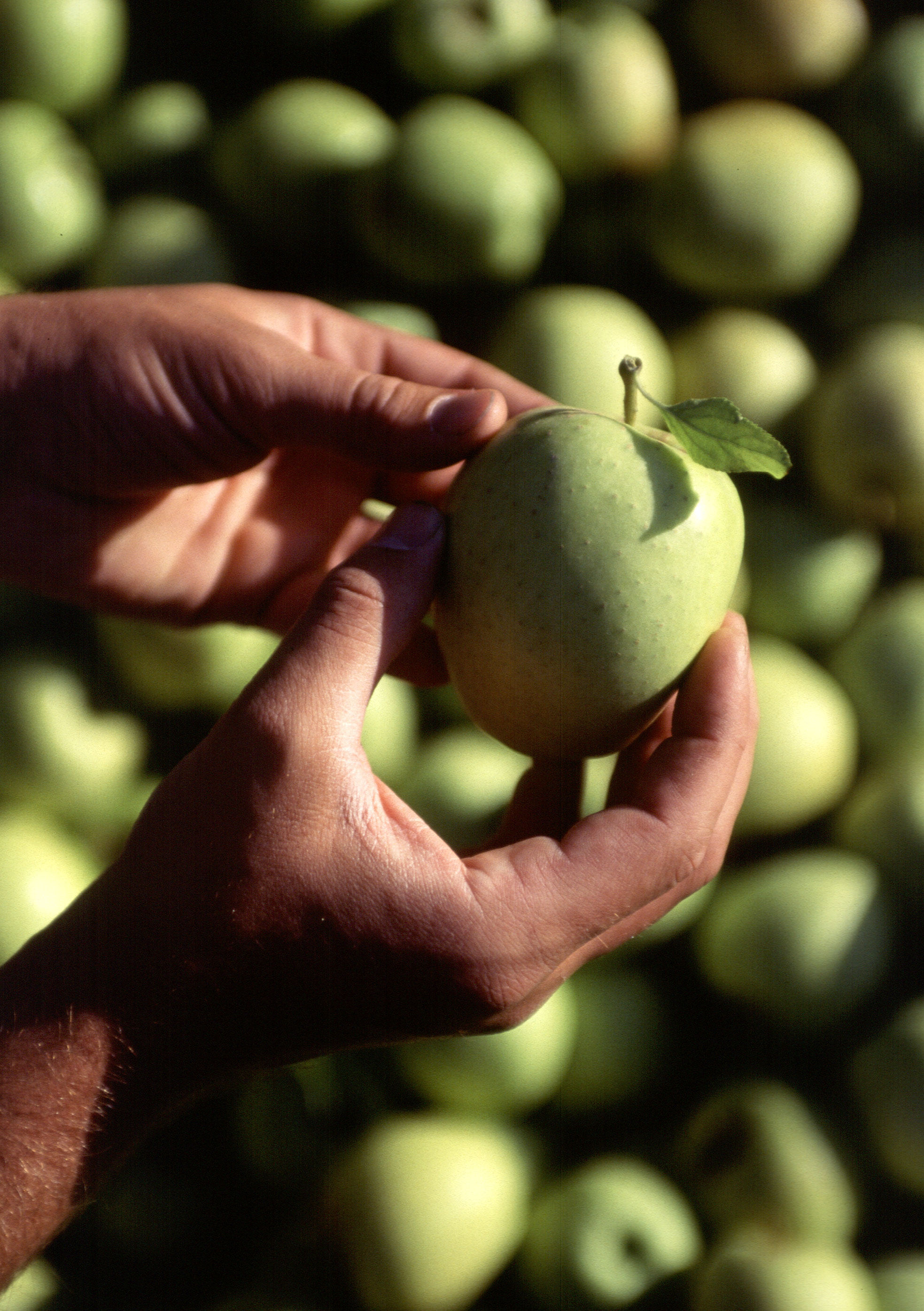
Elgin est connue pour la culture de pommes

La vallée d’Elgin est centrée autour de la ville de Grabouw. La vallée de l’Elgin est l’un des districts les plus cultivés d’Afrique du Sud et produit 60 % de la récolte nationale de pommes. Par conséquent, il est maintenant reconnu internationalement comme le lieu en Afrique du Sud « d’où viennent les pommes ». Cependant, un récent changement d’orientation économique a fait d’Elgin l’une des régions viticoles les plus remarquables et les plus prospères d’Afrique du Sud, avec le climat le plus froid de toutes les régions du pays. Les vins d’Elgin et le tourisme sont devenus des composantes importantes de l’économie de la vallée.

## Étymologie
À la fin des années 1800, une enfant du coin nommé « Elgine Herold » fut tué par une morsure de serpent tout près de la rivière Palmiet. Son père, désemparé, a par la suite nommé la région "Elgin" en mémoire de sa fille et avec le plein soutien des autres habitants.